# Omak
Omak è un comune degli Stati Uniti d'America, nella Contea di Okanogan nello Stato di Washington.
Fondata nel 1907, è stata ufficialmente riconosciuta come città (city) nel 1911.

## Amministrazione

### Gemellaggi
- Summerland